# Lethrus tschitsherini
Lethrus tschitsherini is een keversoort uit de familie mesttorren (Geotrupidae). De wetenschappelijke naam van de soort werd in 1894 gepubliceerd door Semenov.